# Zuid-Kalimantan
Zuid-Kalimantan (Indonesisch: Kalimantan Selatan) is een provincie op Kalimantan, het Indonesische deel van het eiland Borneo. De hoofdstad van de provincie is Banjarmasin. De provincie ligt in de tijdzone UTC+8.
De inwoners van Zuid-Kalimantan zijn voornamelijk Banjar en Dajaks. Er wonen bijna 3 miljoen mensen in de provincie (census van 2000).

## Taal
In Zuid-Kalimantan worden voornamelijk Malayo-Polynesische talen gesproken. Het Ma'anjan is een relatief belangrijke taal in vergelijking met de vele andere. Deze taal is erg verwant aan de Malagasitalen van Madagaskar. De belangrijkste taal is echter het Bandjarees.

## Bestuurlijke indeling
Zuid-Kalimantan is verdeeld in 10 regentschappen (kabupaten):
- Banjar
- Barito Kuala
- Hulu Sungai Selatan
- Hulu Sungai Tengah
- Hulu Sungai Utara
- Kotabaru
- Tabalong
- Tanah Bumbu
- Tanah Laut
- Tapin

en twee steden (kota):
- Banjarmasin (hoofdstad)
- Banjarbaru